# Atilano Rodríguez Martínez
Atilano Rodríguez Martínez (Trascastro, 25 de octubre de 1946) es un obispo católico y teólogo español. Fue entre los años 1993 y 2003 obispo auxiliar de Oviedo y titular de Horaea, hasta que fue nombrado obispo de Ciudad Rodrigo y entre 2011 y 2023 obispo de Sigüenza-Guadalajara.

## Biografía
Atilano nació el 25 de octubre de 1946, en el pueblo de Trascastro, de la parroquia española de Leitariegos.
Cursó estudios eclesiásticos en el Seminario Metropolitano de Oviedo. 
Tras realizar estudios en la Universidad Pontificia de Salamanca, obtuvo la licenciatura en Teología dogmática.

### Sacerdocio
Su ordenación sacerdotal fue el 15 de agosto de 1970, en su parroquia natal, a manos del arzobispo Gabino Díaz Merchán; incardinándose en la archidiócesis de Oviedo.
- Ecónimo-vicario parroquial, y párroco (1970-1973).[1]

- Formador del Seminario Menor de Oviedo (1973-1977).
- Secretario del arzobispo Elías Yanes (1977-1992).
- Párroco de El Buen Pastor, en Gijón (1992-1995).
- Arcipreste de Gijón-Sur (1994-1995).
- Miembro del Consejo Presbiteral (1994-1996).
- Miembro del Colegio de Consultores (1995-1996).

## Episcopado

### Obispo en Oviedo
El 5 de enero de 1996, el papa Juan Pablo II lo nombró obispo titular de Horaea y obispo auxiliar de Oviedo. Fue consagrado el  18 de febrero del mismo año, en la Catedral de Oviedo, a manos del arzobispo Gabino Díaz Merchán.
En la Conferencia Episcopal Española (CEE), fue miembro de la Comisión Episcopal de Migraciones (1996-2002) y de Pastoral Social, en la Pastoral Penitenciaria (1992-2002).

### Obispo de Ciudad Rodrigo
El 26 de febrero de 2003, fue nombrado obispo de Ciudad Rodrigo. Tomó posesión canónica el 6 de abril del mismo año.

### Obispo de Sigüenza-Guadalajara
El 2 de febrero de 2011, el papa Benedicto XVI, lo nombró obispo de Sigüenza-Guadalajara. Tomó posesión canónica el 2 de abril del mismo año, durante una ceremonia en la Catedral de Sigüenza. Al día siguiente, hizo su entrada en la Concatedral de Guadalajara.
En 2021, presentó su presentó su renuncia como lo establece el Código de Derecho Canónico. El 31 de octubre de 2023, el papa Francisco aceptó su renuncia, como obispo de Sigüenza-Guadalajara, nombrado a su sucesor al mismo tiempo. Ejerció como administrador apostólico sede vacante hasta el 23 de diciembre.
En la CEE, fue miembro de la Comisión Episcopal de Pastoral Social (2014-2020), de la cual fue presidente (2017-2020). Tras la reforma de estatutos en marzo de 2020, es elegido presidente de la nueva Comisión Episcopal para la Pastoral Social y Promoción Humana, siendo también miembro de la Comisión Permanente. Además, de 2014 a 2017 fue responsable de Cáritas Española. Desde marzo de 2024 es responsable del Departamento para la Pastoral de Turismo y del Departamento para la Pastoral de la Carretera de la Subcomisión Episcopal para las Migraciones y Movilidad Humana.